# Convocazioni per la Coppa del mondo per club FIFA 2013
Elenco dei giocatori convocati da ciascun club partecipante alla Coppa del mondo per club FIFA 2013.

## Club

### Al-Ahly
Allenatore:  Mohamed Youssef
| N. |                   | Ruolo | Calciatore            |
| -- | ----------------- | ----- | --------------------- |
| 1  | Egitto (bandiera) | P     | Sherif Ekramy         |
| 2  | Egitto (bandiera) | C     | Sabri Raheel          |
| 3  | Egitto (bandiera) | D     | Rami Rabia            |
| 4  | Egitto (bandiera) | D     | Sherif Abdel-Fadil    |
| 6  | Egitto (bandiera) | D     | Wael Gomaa (capitano) |
| 7  | Egitto (bandiera) | C     | Manga                 |
| 8  | Egitto (bandiera) | C     | Shehab Ahmed          |
| 9  | Egitto (bandiera) | A     | Emad Moteab           |
| 10 | Egitto (bandiera) | C     | Ahmed Shoukry         |
| 11 | Egitto (bandiera) | C     | Walid Soliman         |
| 12 | Egitto (bandiera) | C     | Ahmad Shedid          |
| 13 | Egitto (bandiera) | P     | Abd El-Moneam         |

| N. |                       | Ruolo | Calciatore         |
| -- | --------------------- | ----- | ------------------ |
| 16 | Egitto (bandiera)     | P     | Abou El-Saoud      |
| 17 | Egitto (bandiera)     | A     | Amr Gamal          |
| 18 | Egitto (bandiera)     | A     | Elsayed Hamdi      |
| 19 | Egitto (bandiera)     | C     | Abdallah Said      |
| 20 | Egitto (bandiera)     | D     | Saad Samir         |
| 22 | Egitto (bandiera)     | C     | Mohamed Aboutrika  |
| 23 | Egitto (bandiera)     | D     | Mohamed Nagieb     |
| 24 | Egitto (bandiera)     | C     | Ahmed Fathy        |
| 25 | Egitto (bandiera)     | C     | Hossam Ashour      |
| 26 | Mauritania (bandiera) | A     | Dominique Da Silva |
| 27 | Egitto (bandiera)     | C     | Trezeguet          |

### Atlético Mineiro
Allenatore:  Cuca
| N. |                    | Ruolo | Calciatore       |
| -- | ------------------ | ----- | ---------------- |
| 1  | Brasile (bandiera) | P     | Victor           |
| 2  | Brasile (bandiera) | D     | Marcos Rocha     |
| 3  | Brasile (bandiera) | D     | Leonardo Silva   |
| 4  | Brasile (bandiera) | D     | Réver (capitano) |
| 5  | Brasile (bandiera) | C     | Pierre           |
| 6  | Brasile (bandiera) | D     | Júnior César     |
| 7  | Brasile (bandiera) | A     | Jô               |
| 8  | Brasile (bandiera) | C     | Leandro Donizete |
| 9  | Brasile (bandiera) | A     | Diego Tardelli   |
| 10 | Brasile (bandiera) | C     | Ronaldinho       |
| 11 | Brasile (bandiera) | A     | Fernandinho      |
| 14 | Brasile (bandiera) | D     | Lucas Cândido    |

| N. |                    | Ruolo | Calciatore     |
| -- | ------------------ | ----- | -------------- |
| 15 | Brasile (bandiera) | C     | Gilberto Silva |
| 17 | Brasile (bandiera) | A     | Guilherme      |
| 19 | Brasile (bandiera) | A     | Alecsandro     |
| 23 | Brasile (bandiera) | P     | Lee            |
| 25 | Brasile (bandiera) | A     | Neto Berola    |
| 26 | Brasile (bandiera) | D     | Carlos César   |
| 27 | Brasile (bandiera) | A     | Luan           |
| 28 | Brasile (bandiera) | C     | Josué          |
| 29 | Brasile (bandiera) | D     | Michel         |
| 87 | Brasile (bandiera) | P     | Giovanni       |
| 88 | Brasile (bandiera) | C     | Rosinei        |

### Auckland City
Allenatore:  Ramon Tribulietx
| N. |                          | Ruolo | Calciatore       |
| -- | ------------------------ | ----- | ---------------- |
| 1  | Nuova Zelanda (bandiera) | P     | Tamati Williams  |
| 3  | Giappone (bandiera)      | D     | Takuya Iwata     |
| 4  | Croazia (bandiera)       | C     | Mario Bilen      |
| 5  | Spagna (bandiera)        | D     | Ángel Berlanga   |
| 6  | Inghilterra (bandiera)   | D     | John Irving      |
| 7  | Nuova Zelanda (bandiera) | D     | James Pritchett  |
| 8  | Galles (bandiera)        | C     | Christopher Bale |
| 9  | Inghilterra (bandiera)   | A     | Darren White     |
| 10 | Nuova Zelanda (bandiera) | A     | Ryan De Vries    |
| 11 | Nuova Zelanda (bandiera) | C     | Daniel Koprivčić |
| 12 | Figi (bandiera)          | A     | Roy Krishna      |
| 13 | Nuova Zelanda (bandiera) | C     | Alex Feneridis   |

| N. |                               | Ruolo | Calciatore               |
| -- | ----------------------------- | ----- | ------------------------ |
| 14 | Inghilterra (bandiera)        | A     | Adam Dickinson           |
| 15 | Nuova Zelanda (bandiera)      | D     | Ivan Vicelich (capitano) |
| 16 | Spagna (bandiera)             | C     | Cristóbal Márquez Crespo |
| 17 | Nuova Zelanda (bandiera)      | D     | Adam McGeorge            |
| 18 | Nuova Zelanda (bandiera)      | P     | Louie Caunter            |
| 19 | Papua Nuova Guinea (bandiera) | A     | Dawid Browne             |
| 20 | Argentina (bandiera)          | A     | Emiliano Tade            |
| 21 | Nuova Zelanda (bandiera)      | A     | Rory Turner              |
| 22 | Nuova Zelanda (bandiera)      | D     | Andrew Milne             |
| 23 | Inghilterra (bandiera)        | C     | Sam Burfoot              |
| 24 | Nuova Zelanda (bandiera)      | P     | Oliver Sail              |

### Bayern Monaco
Allenatore:  Josep Guardiola
| N. |                     | Ruolo | Calciatore        |
| -- | ------------------- | ----- | ----------------- |
| 1  | Germania (bandiera) | P     | Manuel Neuer      |
| 4  | Brasile (bandiera)  | D     | Dante             |
| 5  | Belgio (bandiera)   | D     | Daniel Van Buyten |
| 6  | Spagna (bandiera)   | C     | Thiago Alcántara  |
| 7  | Francia (bandiera)  | C     | Franck Ribéry     |
| 8  | Spagna (bandiera)   | C     | Javi Martínez     |
| 9  | Croazia (bandiera)  | A     | Mario Mandžukić   |
| 11 | Svizzera (bandiera) | C     | Xherdan Shaqiri   |
| 13 | Brasile (bandiera)  | D     | Rafinha           |
| 14 | Perù (bandiera)     | A     | Claudio Pizarro   |
| 15 | Germania (bandiera) | D     | Jan Kirchhoff     |
| 17 | Germania (bandiera) | D     | Jérôme Boateng    |

| N. |                        | Ruolo | Calciatore              |
| -- | ---------------------- | ----- | ----------------------- |
| 19 | Germania (bandiera)    | C     | Mario Götze             |
| 21 | Germania (bandiera)    | D     | Philipp Lahm (capitano) |
| 22 | Germania (bandiera)    | P     | Tom Starke              |
| 23 | Germania (bandiera)    | C     | Mitchell Weiser         |
| 25 | Germania (bandiera)    | A     | Thomas Müller           |
| 26 | Germania (bandiera)    | D     | Diego Contento          |
| 27 | Austria (bandiera)     | D     | David Alaba             |
| 32 | Germania (bandiera)    | P     | Lukas Raeder            |
| 34 | Danimarca (bandiera)   | C     | Pierre-Emile Højbjerg   |
| 37 | Stati Uniti (bandiera) | C     | Julian Green            |
| 39 | Germania (bandiera)    | C     | Toni Kroos              |

### Guangzhou Evergrande
Allenatore:  Marcello Lippi
| N. |                    | Ruolo | Calciatore           |
| -- | ------------------ | ----- | -------------------- |
| 1  | Cina (bandiera)    | P     | Yang Jun             |
| 3  | Cina (bandiera)    | D     | Yi Teng              |
| 4  | Cina (bandiera)    | D     | Zhao Peng            |
| 5  | Cina (bandiera)    | D     | Zhang Linpeng        |
| 6  | Cina (bandiera)    | D     | Feng Xiaoting        |
| 7  | Cina (bandiera)    | C     | Feng Junyan          |
| 8  | Cina (bandiera)    | C     | Qin Sheng            |
| 9  | Brasile (bandiera) | C     | Elkeson              |
| 10 | Cina (bandiera)    | C     | Zheng Zhi (capitano) |
| 11 | Brasile (bandiera) | A     | Muriqui              |
| 14 | Cina (bandiera)    | C     | Feng Renliang        |

| N. |                          | Ruolo | Calciatore     |
| -- | ------------------------ | ----- | -------------- |
| 15 | Argentina (bandiera)     | C     | Darío Conca    |
| 16 | Cina (bandiera)          | C     | Huang Bowen    |
| 19 | Cina (bandiera)          | P     | Zeng Cheng     |
| 22 | Cina (bandiera)          | P     | Li Shuai       |
| 28 | Corea del Sud (bandiera) | D     | Kim Young-Gwon |
| 29 | Cina (bandiera)          | A     | Gao Lin        |
| 30 | Cina (bandiera)          | A     | Yang Chaosheng |
| 32 | Cina (bandiera)          | D     | Sun Xiang      |
| 33 | Cina (bandiera)          | D     | Rong Hao       |
| 34 | Cina (bandiera)          | A     | Hu Weiwei      |
| 37 | Cina (bandiera)          | C     | Zhao Xuri      |

### Monterrey
Allenatore:  José Guadalupe Cruz
| N. |                    | Ruolo | Calciatore         |
| -- | ------------------ | ----- | ------------------ |
| 1  | Messico (bandiera) | P     | Jonathan Orozco    |
| 2  | Messico (bandiera) | D     | Severo Meza        |
| 3  | Messico (bandiera) | D     | Leobardo López     |
| 4  | Messico (bandiera) | D     | Ricardo Osorio     |
| 5  | Messico (bandiera) | D     | Darvin Chávez      |
| 6  | Messico (bandiera) | D     | Efraín Juárez      |
| 7  | Brasile (bandiera) | C     | Lucas Silva        |
| 9  | Ecuador (bandiera) | A     | Marlon de Jesús    |
| 11 | Messico (bandiera) | A     | Guillermo Madrigal |
| 12 | Messico (bandiera) | P     | Luis Cárdenas      |
| 13 | Messico (bandiera) | D     | Oscar García       |
| 14 | Messico (bandiera) | D     | Alejandro García   |

| N. |                      | Ruolo | Calciatore                    |
| -- | -------------------- | ----- | ----------------------------- |
| 15 | Argentina (bandiera) | D     | José María Basanta (capitano) |
| 16 | Messico (bandiera)   | C     | Marcelo Gracia                |
| 17 | Messico (bandiera)   | C     | Jesús Zavala                  |
| 18 | Argentina (bandiera) | C     | Neri Cardozo                  |
| 19 | Argentina (bandiera) | A     | César Delgado                 |
| 20 | Messico (bandiera)   | D     | Carlos Acosta                 |
| 21 | Messico (bandiera)   | C     | Gerardo Moreno                |
| 22 | Messico (bandiera)   | D     | Bernardo Hernández            |
| 23 | Messico (bandiera)   | P     | Juan de Dios Ibarra           |
| 26 | Cile (bandiera)      | A     | Humberto Suazo                |
| 27 | Messico (bandiera)   | C     | Omar Arellano                 |

### Raja Casablanca
Allenatore:  Faouzi Benzarti
| N. |                         | Ruolo | Calciatore                    |
| -- | ----------------------- | ----- | ----------------------------- |
| 1  | Marocco (bandiera)      | P     | Yassine El Had                |
| 3  | Marocco (bandiera)      | D     | Zakaria El Hachimi            |
| 4  | Marocco (bandiera)      | D     | Ahmed Rahmani                 |
| 5  | Marocco (bandiera)      | C     | Mouhcine Moutouali (capitano) |
| 7  | RD del Congo (bandiera) | C     | Déo Kanda                     |
| 8  | Marocco (bandiera)      | C     | Chemseddine Chtibi            |
| 9  | Marocco (bandiera)      | A     | Abdelmajid Eddine             |
| 10 | Marocco (bandiera)      | A     | Badr Kachani                  |
| 16 | Marocco (bandiera)      | D     | Mohamed Oulhaj                |
| 17 | Marocco (bandiera)      | D     | Rachid Soulaimani             |
| 18 | Marocco (bandiera)      | C     | Abdelilah Hafidi              |
| 20 | Marocco (bandiera)      | A     | Mouhcine Iajour               |

| N. |                               | Ruolo | Calciatore        |
| -- | ----------------------------- | ----- | ----------------- |
| 21 | Marocco (bandiera)            | D     | Adil Kerrouchi    |
| 24 | Rep. Centrafricana (bandiera) | C     | Vianney Mabidé    |
| 25 | Marocco (bandiera)            | A     | Yassine Salhi     |
| 26 | Marocco (bandiera)            | C     | Ismail Kouchame   |
| 27 | Marocco (bandiera)            | D     | Ismail Belmaalem  |
| 28 | Costa d'Avorio (bandiera)     | C     | Kouko Guehi       |
| 30 | Marocco (bandiera)            | C     | Redouane Dardouri |
| 31 | Mali (bandiera)               | D     | Idrissa Coulibaly |
| 37 | Marocco (bandiera)            | P     | Brahim Zaari      |
| 61 | Marocco (bandiera)            | P     | Khalid Askri      |
| 99 | Marocco (bandiera)            | C     | Issam Erraki      |